# Cyril Graff
 Cyril Graff , né le 11 septembre 1980 à Nancy, est un tireur de l'équipe de France qui représente la France aux Jeux olympiques de Londres en 2012.

## Biographie
Cyril Graff commence à pratiquer le tir sportif à l'âge de 12 ans dans le club de Tir de Neuves-Maisons (Meurthe-et-Moselle) où il est entraîné par Albert Monel qui lui fera obtenir son premier titre de champion de France trois ans plus tard. Rapidement repéré par la Fédération française de tir, à 17 ans il obtient son premier titre de champion d'Europe junior. L'année suivante il égale le record du monde junior à la carabine 10 m avec un score de 596/600. Il obtient plusieurs titres nationaux et internationaux jusqu'en 2002.
En janvier 2003, il entre à l'école des sous-officiers de la gendarmerie nationale à Chaumont et en sort en octobre de la même année. Sa carrière de tireur sportif est alors relancée en étant affecté à l'équipe sportive militaire de haut niveau implantée au Groupement blindé de gendarmerie mobile.

## Palmarès

### Jeux olympiques
- Tir aux Jeux olympiques d'été de 2012 à Londres,  Royaume-Uni
  - 4e à la carabine 50 m 3 positions
  - 46e à la carabine 50 m couché

### Championnats du monde de tir
- 2010 à Munich,  Allemagne
  -  Médaille d'argent par équipe à la carabine 3 positions 300 m

### Championnats du monde militaire de tir
- 2014 à Grenade,  Espagne
  -  Médaille d'or à la carabine Standard 300 m
  -  Médaille d'argent à la carabine 3 positions 300 m
  -  Médaille d'argent par équipe à la carabine 3 positions 300 m
  -  Médaille de bronze par équipe à la carabine standard 300 m
  -  Médaille de bronze par équipe à la carabine couché 300 m

- 2009 à Zagreb,  Croatie
  -  Médaille d'argent à la carabine standard 300 m

### Coupes du monde de tir
- 2012 à Milan,  Italie
  -  Médaille d'argent à la carabine couché 50 m
- 2011 à Changwon,  Corée du Sud
  -  Médaille de bronze à la carabine couché 50 m
  - 5e à la carabine 10 m

### Finales des coupes du monde de tir
- 2012 à Bangkok,  Thaïlande
  - 5e à la carabine couché 50 m

### Championnats d'Europe de tir
- 2013 à Osijek,  Croatie
  -  Médaille d'or à la carabine 3 positions 300 m
  -  Médaille d'or par équipe à la carabine couché 300 m
  -  Médaille d'or par équipe à la carabine standard 300 m
  -  Médaille d'or par équipe à la carabine couché 50 m avec un nouveau record d'Europe et du Monde
  -  Médaille d'or par équipe à la carabine 3 positions 50 m avec un nouveau record d'Europe et du Monde
- 2011 à Belgrade,  Serbie
  -  Médaille d'or à la carabine couché 300 m
  -  Médaille d'or par équipe à la carabine couché 300 m
  -  Médaille d'or par équipe à la carabine 50 m couché
  -  Médaille d'or par équipe à la carabine 3 positions 300 m
  -  Médaille d'or par équipe à la carabine standard 300 m
  -  Médaille d'argent par équipe à la carabine 3 positions 50 m
  -  Médaille de bronze à la carabine standard 300 m
- 2009 à Osijek,  Croatie
  -  Médaille d'or par équipe à la carabine standard 300 m
  -  Médaille de bronze par équipe à la carabine 3 positions 300 m
- 2007 à Grenade,  Espagne
  -  Médaille d'argent par équipe à la carabine 50 m couché
- 1997 à Varsovie,  Pologne
  -  Médaille d'or à la carabine 10 m
  -  Médaille d'or par équipe à la carabine 10 m

### Coupes d'Europe de tir
- 2011 à Saint Jean de Marsacq,  France
  -  Médaille d'or par équipe à la carabine 3 positions 300 m
  -  Médaille d'argent à la carabine standard 300 m
  -  Médaille d'argent par équipe à la carabine couché 300 m
  -  Médaille d'argent par équipe à la carabine standard 300 m
- 2010 à Thoune,  Suisse
  -  Médaille d'or par équipe à la carabine 3 positions 300 m

### Finale des coupes d'Europe de tir
- 2013 à Saint Jean de Marsaq,  France
  -  Médaille d'or lors de la Super Finale des Coupes d'Europe à 300 m
  -  Médaille d'or à la carabine couché 300 m
  -  Médaille d'argent à la carabine 3 positions 300 m
  -  Médaille d'argent à la carabine standard 300 m
- 2011 à Winterthour,  Suisse
  -  Médaille de bronze à la carabine standard 300 m

### Championnats de France de tir
Multiple champion de France en individuel et par équipe

### Records personnels
Mise à jour 2014
- Carabine 10 m : 616,2
- Carabine 50 m - 3 × 40 balles  :1177
- Carabine 50 m - couché : 629,2
- Carabine 300 m - couché  : 600
- Carabine 300 m - 3 × 40 balles  : 1179
- Carabine 300 m - 3 × 20 balles  : 589
- Carabine 300 m - Vitesse militaire : 579

ANCIENS CALCULS (jusqu'à fin 2012)
- Carabine 10 m : 597
- Carabine 50 m - 3 × 40 balles  :1177
- Carabine 50 m - couché : 600
- Carabine 300 m - couché  : 600
- Carabine 300 m - 3 × 40 balles  : 1179
- Carabine 300 m - 3 × 20 balles  : 582
- Carabine 300 m - Vitesse militaire : 579

## Matériels de tir utilisés
- Carabines
  - BLEIKER, calibre 22 lr pour le tir à 50 m
  - BLEIKER, Calibre 6 mm Br pour le tir à 300 m
  - ANSCHUTZ 9003 premium pour le tir air comprimé à 10 m
- Munitions
  - LAPUA Xact et Midas+ pour le tir à 50 m
  - LAPUA 6 mm Br pour le tir à 300 m
- Équipement
  - veste et pantalon HITEX evotop

## Sponsors
- LAPUA  Site de la Manufacture de cartouches LAPUA
- Andréa BUERGE  Site de Andrea Buerge